# Empoasca villiersi
Empoasca villiersi är en insektsart som beskrevs av Irena Dworakowska 1974. Empoasca villiersi ingår i släktet Empoasca och familjen dvärgstritar. Inga underarter finns listade i Catalogue of Life.